# Piernikowski (raper)
Robert Piernikowski vel Piernikowski (znany również jako Piernik, ZBRKLKU) (ur. 1979 w Świnoujściu) – polski raper, wokalista, autor tekstów, kompozytor, producent muzyczny, sampler, członek zespołów Syny i Napszykłat. Obecnie związany z Poznaniem. Twórca muzyki teatralnej m.in. do „Króla Edypa” i „Termopil polskich” w reżyserii Jana Klaty. Nominowany do Paszportu „Polityki” za 2019 rok.

## Dyskografia

### Albumy solowe
- 2012: Robert Piernikowski - Się żegnaj [Few Quiet People]
- 2017: Piernikowski - No Fun [Latarnia]
- 2019: Piernikowski - The best of moje getto [Asfalt]

### Single
- 2019: "Dobre duchy"